# Саргсян, Самвел Фрунзикович
Самве́л Фру́нзикович Саргся́н (арм. Սամվել Սարգսյան, 17 июля 1966, село Агавнадзор Ехегнадзорский район) — армянский политический деятель.
- 1983—1984 — рабочий в экономическом совете села Агавнадзор.
- 1984—1986 — служил в советской армии.
- 1987—1992 — факультет сельской механизации Армянского сельскохозяйственного института. Инженер-механик.
- 1993—1996 — был частным предпринимателем.
- 1996—1997 — главный специалист коммунального квартирного хозяйства в областной администрации Вайоц-Дзора.
- 1997—2002 — начальник городского отдела Вайоцдзорская области.
- 2002—2003 — начальник налоговой испекции Вайоцдзорская области.
- 2003—2007 — губернатор Вайоцдзорской области.
- 2007— 2012 — депутат парламента. Член партии «РПА».
- 29 августа 2014 года  назначен советником Премьер-министра РА.
- В 2015 году награждён медалью «За заслуги перед Отечеством» 2-й степени.